# Anablepsoides atratus
Anablepsoides atratus es un pez de agua dulce de la familia de los rivulinos en el orden de los ciprinodontiformes.

## Morfología
Con el cuerpo alargado y colorido propio de los rivulines, los machos pueden alcanzar los 4 cm de longitud máxima.

## Distribución geográfica
Se encuentran en la Cuenca del Amazonas, en Brasil, Perú y Colombia.

## Hábitat
Viven en pequeños cursos de agua dulce, de comportamiento bentopelágico, es una especie no migradora.